# Eupithecia hispida
Eupithecia hispida là một loài bướm đêm trong họ Geometridae.